# 彼得前書
《彼得前書》或譯《伯多祿前書》（希臘語：ΠΕΤΡΟΥ Α΄），是《新約聖經》中的第21卷書，在基督教传统中被认为是耶稣十二使徒中的彼得（原名西门）寫給當時在小亞細亞幾個教會的信。多数现代学者认为该书成书时间较晚，且不是彼得所作。

## 作者身份
本書开头声称作者为彼得，他本為漁夫，後來蒙耶穌呼召作得人的漁夫，並獲賜名彼得，希伯來文為「磯法」翻為希臘文即“Κηφας”（Kêphas，彼得），就是「磐石」的意思。在十二使徒中，彼得是最接近主的三個使徒之一。當耶穌被捕受審時，彼得三次不認主，但在耶穌復活升天聖靈降臨之後，彼得成為教會的領袖，「受割禮之人的使徒」。據教會傳說，使徒彼得在尼祿皇帝逼害教會時，與保羅同於羅馬殉道，但《聖經》並沒有明確地提到這一點。據彼得自己表示，這封信是在巴比倫寫成的。
此外，爱任纽、特土良、俄利根、亞歷山大港的革利免等人均曾引用過這封書信，他們都稱彼得為該書的執筆者。彼得前書的真確性與其他受天啟的書信一樣獲得充分證據的支持。優西比烏说，教會的長老時常引用這封書信；在他的時代（約公元260-342年），沒有人對這本書的真確性提出質疑。公元第二世紀初期的伊納爵、羅馬的黑馬和巴拿巴也提及過這封書信。彼得前書與聖經其它部分協調一致，信中向“分散在本都、加拉太 加帕多家、亞細亞、庇推尼（小亞細亞的各地區）寄居的”猶太籍和非猶太籍基督徒提出一項有力的信息。──彼前1:1。

## 寫作背景
隨着早期的基督徒四處傳揚上帝的美德，宣揚工作大為興旺而擴展到整個羅馬帝國，然而，這群熱心的基督徒卻引起了别人對他們的誤解。由於他們的宗教起源於耶路撒冷，且在猶太人當中興起，有些人便將他們與那些熱衷政治、對羅馬的統治大感不滿的猶太狂熱分子混為一談。後者經常給當地的官員製造許多麻煩。此外，基督徒因為拒絶獻祭給羅馬皇帝，也不肯參與異教的崇拜儀式，以致與衆不同。他們因此大受抨擊，為信仰屢次經歷試煉。就在這個適當的時刻，彼得在上帝感示之下寫了他的第一封書信，鼓勵基督徒要站立得穩，並指示他們在當時的凱撒和尼祿治下如何行事為人。鑑於不久之後迫害的風暴即將刮起，這封信證明十分切合時宜。

### 写作时间
信中的語氣透露當時的基督徒正經歷來自異教徒或沒有歸信基督教的猶太人的試煉，但尼祿在公元64年策動的迫害浪潮卻尚未展開。这顯示彼得於迫害發生前完成該書的寫作，極可能在公元62年–64年間。當時馬可仍與彼得在一起，這件事實加强了以上結論的可信性。
保羅於羅馬初次被囚時（約公元59年–61年），馬可和保羅在一起，當時馬可正準備前往小亞細亞去。保羅第二次被囚時（約公元65年），馬可正打算前往羅馬與他會合。在這兩段時期之間，馬可有機會與彼得一起在羅馬。

### 写作地点爭論
據彼得在信中表示，這封信是在巴比倫寫成的。其實在公元前539年，新巴比倫帝國被波斯人推翻後，巴比倫仍然繼續存在，巴比倫城仍然在歷史上出現，直至一段時期才逐漸消亡。但有人推測，“巴比倫”是新約時代使徒用來稱呼首都羅馬的代稱，避免直稱首都。可是聖經從沒有在任何地方表示巴比倫是指羅馬。既然彼得的信是寫給實際的本都、加拉太、加帕多家、亞細亞及庇推尼的，但巴比倫位於帝國邊陲，按理來説，彼得所指的巴比倫也可能就是巴比倫，亦可能實際指的是羅馬，因為羅馬是帝國首都。

## 主題特色
本書旨在勉勵信徒在患難中持守信心，站立不移（5:11-12），基督徒是聖潔的、在世上寄居的，因此信徒的盼望不在世上，是在天上，應看輕世上的苦難。書中提及「受苦」不下十六次，其中七次記述基督的受苦，藉此提醒讀者：苦難是在所難免的事，信徒當效法主的榜樣，忍受冤屈，專仰望神。書中另一主題是「盼望」，知道當主再來時可與基督同享永遠榮耀（4:13）。由於這盼望不是源出信徒本身，本書又強調神的「真恩」（5:12），以此形容基督徒信仰的特質。全書充滿作者的囑咐，勉勵讀者存敬畏神的心，品行端正，一心為善。

## 本書大綱
- 卷首問安（1章1-2節）
- 基督徒的救恩和盼望（1章3-12節）
- 基督徒應有的新生活   
  - 聖潔的生活（1章13-21節）
  - 弟兄相愛的生活（1章22-25節）
  - 長進和事奉的生活（2章1-10節）
- 基督徒與人相處應有的表現  
  - 好行為的重要性（2章11-12節）
  - 當作好公民（2章13-17節）
  - 當作好僕人，效主受苦（2章18-25節）
  - 當作好妻子，好丈夫（3章1-7節）
  - 與人相處之道（3章8-12節）
- 基督徒的受苦         
  - 為義受苦的表現和榜樣（3章13節–4章6節）
  - 信徒當相愛，互相服待（4章7-11節）
  - 不怕為作基督徒而受苦（4章12-19節）
- 教會內長幼之責與抵受苦難之法（5章1-10節）
- 結語（5章12-14節）

## 主要内容

### 藉着基督得以重生，享有活的盼望
（覆盖彼得前書1章1至25节）彼得在信的起頭把重点引到「重生享有活的盼望」一事上，指出他們擁有不能衰殘，為他們存留在天上的基業。這個盼望乃是由於上帝的憐憫，藉耶穌基督從死裏復活才得以成為可能的。因此，蒙揀選的人感到莫大的喜樂，儘管有百般的試煉使他們感覺憂傷，他們的信心既受過試煉，便“可以在耶穌基督顯現的時候得着稱讚、榮耀、尊貴”。古時的衆預言者，甚至衆天使，也曾對這項救恩作過查考。因此，蒙揀選的人要振作精神從事活動，將盼望集中於這項非配得仁慈之上，並且在一切行為上都要聖潔。既然他們得蒙救贖，不是由於能朽壞的金銀，而是“憑着基督的寶血，如同無瑕疵、無玷污的羔羊之血”，上帝要他們保持聖潔豈不是很適當的要求嗎？他們得以“重生”是藉着永活長存的上帝的話語；這話語是永存的，亦即傳給他們的好消息。

### 在列邦中應當品行端正
（覆盖彼得前書2章1节至3章22节）基督徒是活石，正被建造成一間屬靈的房屋，藉着耶穌基督獻上上帝所悦納的屬靈祭物。耶穌基督一方面是房角石，同時又是叫不順從的人跌倒的絆腳石。表現信心的人則成為“有君尊的祭司，是聖潔的國度，⋯⋯要宣揚那召他們出黑暗入奇妙光明者的美德”。他們既在列邦中作暫時居留者，就應當禁戒肉體的私慾，並要品行端正。他們要順服“人的一切制度”，不論是君王或是君王所差派的臣宰。不錯，“務要尊敬衆人，親愛教中的弟兄，敬畏上帝，尊敬君王。”照樣，作僕人的要憑着清白的良心順服主人，忍受冤屈的苦楚，因基督雖然沒有犯罪，卻甘願忍受辱罵和痛苦，“留下榜樣”，好使别人能緊緊跟隨他的腳蹤行。
順服的原則也同樣適用於妻子身上。藉着貞潔的品行和深深的尊重，她們也許可以不費唇舌便感化不信的丈夫。妻子所關心的不應當是妝飾。她們當像順服的撒拉一樣“以裏面存着長久温柔、安靜的心為妝飾；這在上帝面前是極寶貴的”。丈夫應當敬重妻子，視之為「較軟弱的器皿」（
，而且是“與丈夫一同承受生命之恩的”。所有基督徒都應相愛如弟兄。“人若愛生命，⋯⋯就要離惡行善，尋求和睦，一心追趕。
因為主的眼看顧義人。他們無須懼怕人，相反，要常常作妥準備為所懷的希望辯護。人若按上帝的旨意因行善而受苦，總强如因行惡而受苦。“基督也曾就着罪一次而永成地死了，一個義人代不義的衆人，為要領你們到上帝那裏。他在肉體裏被人處死，卻在靈裏得蒙賜活。”挪亞藉着建造方舟表明了信心，因而保全了自己和全家的性命。照樣，人若以復活了的基督為信心的基礎，獻身給上帝，以浸禮象徵這項信心，並繼續遵行上帝的旨意，就必然得救，且會蒙上帝賜予一個清白的良心。

### 基督徒為了遵行上帝的旨意而受苦， 倒要歡喜快樂
（覆盖彼得前書4章1节至5章14节）基督徒應當懷有像基督一樣的心志，唯獨按上帝的旨意而活，不再隨從外邦人的心意而行。儘管基督徒由於不再跟外邦人“同奔那放蕩無度的路”而受人毁謗，他們也不為所動。既然萬物的結局近了，基督徒應當謹慎自守，常常禱告，彼此切實相愛，叫上帝在凡事上都得榮耀。當如火的試煉臨到他們身上時，他們不應感到困惑，反要歡喜，因為他們正與基督一同受苦。但切不可因行惡而受苦。既然審判從上帝的家起首，「那照上帝旨意而受苦的人就當繼續行善，將自己的生命交託與那信實的造化之主。」。
作長老的務要甘心、熱切地牧養上帝的群羊。藉着作群羊的榜樣，他們可以在牧長顯現時得着永不衰殘的榮耀冠冕。年幼的要順服年長的，所有人都應以謙卑束腰，“因為上帝阻擋驕傲的人，賜恩給謙卑的人。”他們要保持警醒，用堅固的信心抵擋有如“吼叫的獅子”般的魔鬼。彼得結束他的鼓勵和勸勉時再次提出有力的保證説：“那賜諸般恩典的上帝曾在基督裏召你們，得享祂永遠的榮耀，等你們暫受苦難之後，必要親自成全你們，堅固你們，賜力量給你們，願權能歸給祂，直到永永遠遠。阿們！”

## 基督新教觀點
彼得前書含有給監督們的健全忠告。繼耶穌自己在約翰福音21章15-17以及保羅在使徒行傳20章25-35提出的勸告之後，彼得再次表示監督所從事的乃是牧養的工作，並且要懷着不自私、甘心樂意和熱切的精神去做。監督是在“牧長”耶穌基督手下服務的副牧人，他們必須為上帝的羊群向牧長交帳；因此他們應當立下榜樣，懷着謙卑的心照顧上帝羊群的利益。──彼前5:2-4。
彼得的信也論及基督徒表現順服的其他許多方面，並且提出極優良的勸告。
- 彼得前書2章13-17节勸人對掌權者，例如國王或統治者，表現適當的順服。可是，這是一種相對的順服，是為了主的緣故和“敬畏上帝”而表現的。基督徒乃是上帝的奴僕。彼得勸家僕要順服主人；若是“為叫良心對得住上帝”而受苦，就要甘心忍受。
- 關於對丈夫──包括對不信的丈夫──表現順服，妻子們獲得極有價值的勸告。彼得表示，妻子們那貞潔、尊敬的品行“在上帝眼中是極寶貴的”， 甚至可能感動丈夫接受真理。在此彼得引用撒拉忠心地順服亞伯拉罕一事作為例證去强調他的論點。[13]
- 另一方面，丈夫們則應當在行使首領權方面體貼「較軟弱的器皿」[14]。彼得繼續發展這個話題，提出勸勉説：“你們年幼的，也要順服年長的。”然後他强調表現謙卑的必要； 在他的信中，謙卑是他自始至終不斷强調的基督徒美德。[15]

當時严峻的試煉和逼迫正再次發生，彼得向基督徒提出一些深具强化作用的鼓勵。他的信對今日的人具有莫大價值。他運用希伯來文聖經，引證耶和華的話説：“你們要聖潔，因為我是聖潔的。”然後，他在一段引用了多節經文的話裏表明基督徒會衆如何是一間以基督為根基、用活石建成的靈宮。彼得道出其中的目的说：“唯有你們是被揀選的族類，是有君尊的祭司，是聖潔的國度，是屬上帝的子民，要叫你們宣揚那召你們出黑暗入奇妙光明者的美德。”彼得向這群“有君尊的祭司”，由上帝的聖潔國度所組成的祭司團，提出王國的應許──他們可以享有“不能朽壞、不能玷污、不能衰殘”的產業，“永不衰殘的榮耀冠冕”，“與基督一同得享永遠的榮耀”。因此，他們受到極大的鼓勵要繼續歡欣鼓舞，這樣他們便能够保持喜樂，並在祂榮耀顯現時更加喜樂。

### 阅读圣经
- 《和合本》 （页面存档备份，存于） （繁體中文）
- 《和合本》 （页面存档备份，存于） （简体中文）